# WWE SmackDown vs. Raw 2007
WWE SmackDown vs. Raw 2007 é um videogame de wrestling profissional desenvolvido pela Yuke's e publicado pela THQ. É baseado na promoção de wrestling profissional World Wrestling Entertainment (WWE), é o oitavo jogo da série da  WWE chamada WWE SmackDown!, sucessor do WWE SmackDown! vs Raw 2006 (lançado em 2005) e foi sucedido por WWE SmackDown vs Raw 2008 em 2007. Em 31 de março de 2006, a THQ, Yuke e WWE confirmou oficialmente o jogo. O jogo foi lançado mundialmente em novembro de 2006 para PlayStation 2 e Xbox 360 e um mês depois para o PlayStation Portable.
O jogo é baseado na maior produção e organização mundial de Wrestling profissional chamada WWE (WWE). Este é o oitavo jogo da série da promoção da WWE chamada SmackDown, sendo que este é o sucessor do jogo de 2006: WWE SmackDown vs RAW 2006, e foi sucedido pelo jogo de 2008: WWE SmackDown vs Raw 2008. Este jogo foi confirmado oficialmente pela THQ, e YUKE e pela WWE em 31 de Março de 2006, mas só foi lançado em Novembro de 2006 para PlayStation 2 e Xbox 360 e em Dezembro de 2006 para PlayStation Portable. SmackDown vs. Raw 2007 é o primeiro jogo da série a ser produzido para outros video-games além do PlayStation.
O jogo apresenta algumas novas funcionalidades chave (quando comparado as versões antigas), incluindo o sistema de controle analógico e lutar dentro da arena (fora do ring). O jogo também incluiu várias melhorias em relação aos jogos anteriores da série SmackDown, como: diferentes modos e lutas para jogar.

## Roster
| Raw              | Smackdown                      | Divas            | Lendas                  |
| ---------------- | ------------------------------ | ---------------- | ----------------------- |
| Big Show         | Batista                        | Candice Michelle | Bam Bam Bigelow         |
| Carlito          | Bobby Lashey                   | Lita             | Bret Hart               |
| Chavo Guerrero   | Booker T                       | Mickie James     | Cactus Jack             |
| Chris Masters    | Chris Benoit                   | Torrie Wilson    | Dude Love               |
| Daivari          | Finlay                         | Trish Stratus    | Dusty Rhodes            |
| Edge             | Gregory Helms                  | Melina           | Eddie Guerrero          |
| John Cena        | Hardcore Holly                 |                  | Hulk Hogan              |
| Kane             | John "Bradshaw" Layfield (JBL) |                  | Jerry Lawer             |
| Kurt Angle       | Joey Mercury                   |                  | Jim Neidhart            |
| Lance Cade       | Jonny Nitro                    |                  | Mankind                 |
| Mick Foley       | Ken Kennedy                    |                  | Mr. Perfect             |
| Ric Flair        | Kid Kash                       |                  | Roddy Piper             |
| Rob Van Dam      | Mark Henry                     |                  | Shane McMahon           |
| Shawn Michaels   | Matt Hardy                     |                  | Stone Cold Steve Austin |
| Shelton Benjamin | Paul Burchill                  |                  | Tazz                    |
| Snitsky          | Psicosis                       |                  | The Rock                |
| Trevor Murdoch   | Randy Orton                    |                  |                         |
| Triple H         | Rey Mysterio                   |                  |                         |
| Umaga            | Super Crazy                    |                  |                         |
| Viscera          | The Boogeyman                  |                  |                         |
|                  | The Undertaker                 |                  |                         |
|                  | Vito                           |                  |                         |
|                  | William Regal                  |                  |                         |